# Herz-Jesu-Kapelle (Tauberbischofsheim)

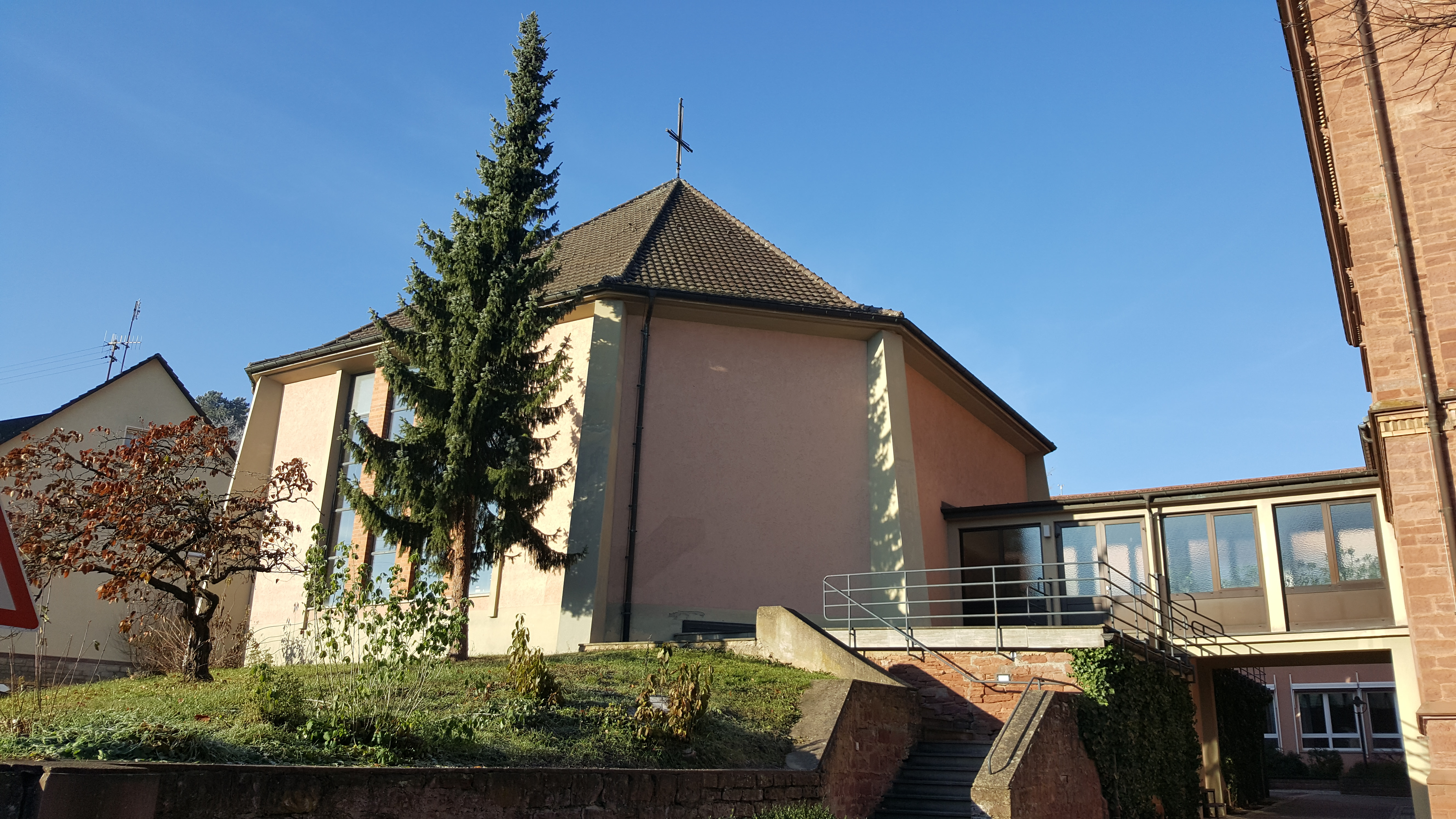
Die Herz-Jesu-Kapelle in Tauberbischofsheim 2016, etwa fünf Jahre vor ihrer Profanierung

Die ehemalige römisch-katholische Herz-Jesu-Kapelle in Tauberbischofsheim befand sich links neben dem ehemaligen Erzbischöflichen Knabenkonvikt St. Michael und späteren Hotels auf der ersten Etage. Daneben gab es mit der Hauskapelle des Erzbischöflichen Knabenkonvikts St. Michael insgesamt zwei Kapellen vor Ort. Die seit 2021 profanierte Herz-Jesu-Kapelle lag am Rande einer kleinen Parklandschaft.

## Geschichte
Die Herz-Jesu-Kapelle wurde im Jahre 1891 gemeinsam mit dem Gebäude des ehemaligen Erzbischöflichen Knabenkonvikts St. Michael und späteren Hotels errichtet. Die Herz-Jesu-Kapelle gehörte zur Seelsorgeeinheit Tauberbischofsheim, die dem Dekanat Tauberbischofsheim des Erzbistums Freiburg zugeordnet ist.
Nachdem das Areal des ehemaligen Erzbischöflichen Knabenkonvikts St. Michael und späteren Hotels St. Michael im September 2020 von einem Bad Mergentheimer Unternehmer gekauft wurde, gab dieser im Januar 2021 bekannt, dass die Herz-Jesu-Kapelle profaniert werde, so dass sie künftig als Veranstaltungs- oder Tagungsraum eines neuen Hotels sowie auch vom künftigen Betreiber eines vor Ort angesiedelten à-la-carte-Restaurants genutzt werden könne, beispielsweise für Familienfeiern wie Hochzeiten.

## Kapellenbau und Ausstattung

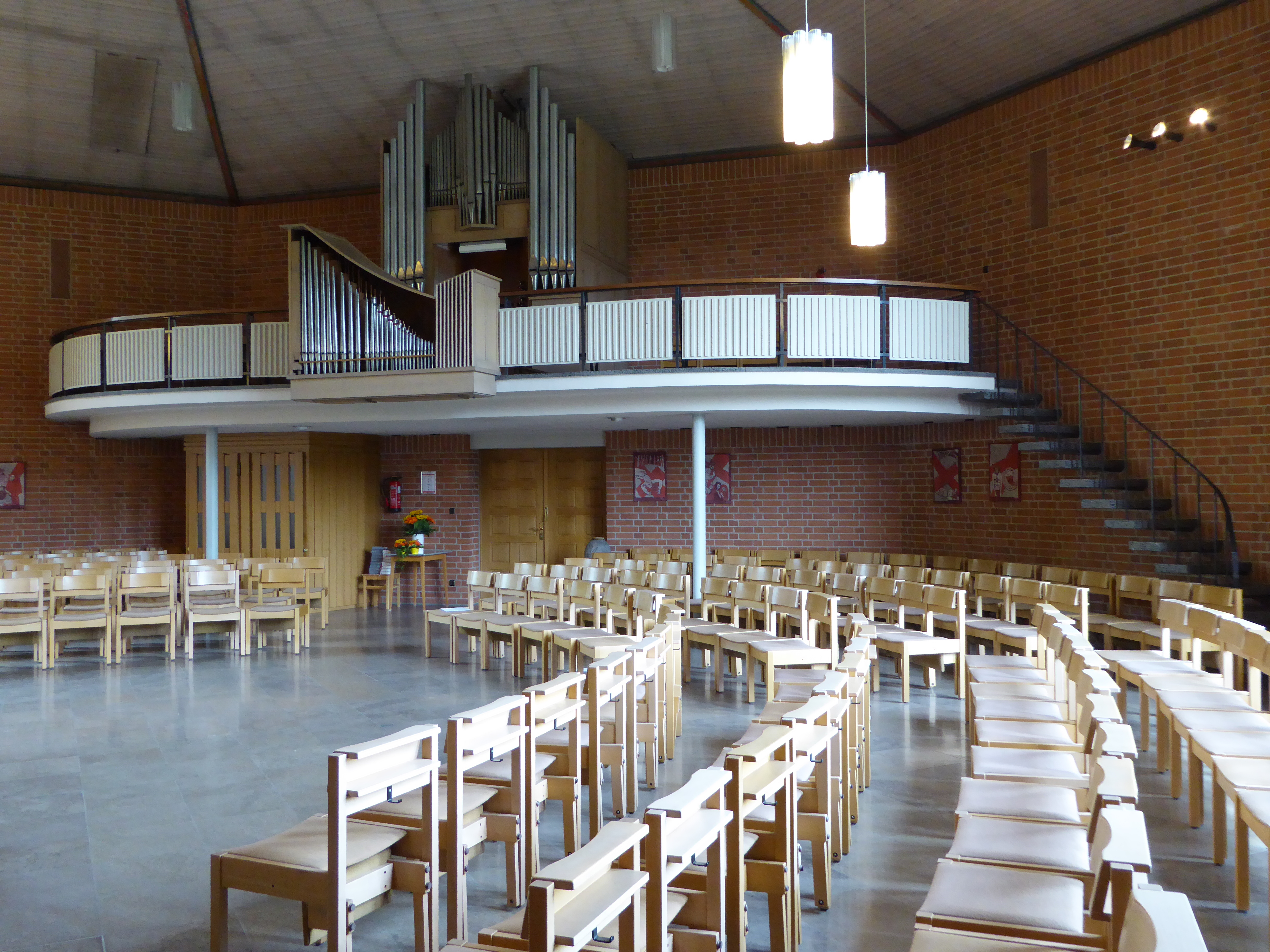
Empore mit Orgel in der Herz-Jesu-Kapelle in Tauberbischofsheim, etwa vier Jahre vor deren Profanierung

Die ehemalige Kapelle wurde als Anbau in der ersten Etage des ehemaligen Knabenkonvikts St. Michael und späteren Hotels errichtet. Die Kapelle verfügte über eine intakte Orgel. Aufgrund der hohen Fenster an beiden Seiten erhielt die Kapelle ein modernes Ambiente. Dabei bot sie für bis zu 150 Personen Platz und die Sitzplätze waren durch bewegliche Stühle frei wählbar. Zudem gelangte man über eine direkte Verbindung zu allen Räumen des ehemaligen Knabenkonvikts und späteren Hotels. Jedoch war der Zugang nicht barrierefrei.